# 리처드 키스
리처드 키스(Richard Keith, 1982년 11월 29일 ~ )는 미국의 배우이다.